# Димитър Йосифов (офицер)
Вижте пояснителната страница за други личности с името Димитър Йосифов.
Димитър Йосифов Йосифов е български офицер, генерал-майор, участник Сръбско-българската война (1885), командир на дружина от 34-ти пехотен троянски полк през Балканската (1912 – 1913) и Междусъюзническата война (1913), командир на 2-ра бригада от 10-а пехотна беломорска дивизия през Първата световна война (1915 – 1918).

## Биография
Димитър Йосифов е роден на 19 октомври 1865 г. в Казанлък. На 15 септември 1885 постъпва на военна служба. Взема участие в Сръбско-българската война (1885) в редовете на Ученическия легион. След края на войната през 1886 г. постъпва във Военното на Негово Княжеско Височество училище, като достига до звание юнкер, дипломира се 65-и по успех от 163 офицери, на 27 април 1887 г. е произведен в чин подпоручик и зачислен в пионерните войски. Служи в Пионерния полк и в Интендантството. На 18 май 1890 г. е произведен в чин поручик, а на 2 август 1894 в чин капитан. През 1900 г. е офицер за особени поръчки при Военното министерство. През 1906 г. е произведен в чин майор, а през 1909 г. е командир на дружина от 30-и пехотен шейновски полк. През януари 1911 г. е назначен за командир на дружина от 34-ти пехотен троянски полк, а на 15 декември 1911 г. е произведен в чин подполковник.
Подполковник Йосифов взема участие в Балканската (1912 – 1913) и Междусъюзническата война (1913) като продължава да командва дружина от 34-ти пехотен троянски полк. На 2 август 1915 г. е произведен в чин полковник.
По време на Първата световна война (1915 – 1918) полковник Йосифов командва 2-ра бригада от 10-а пехотна беломорска дивизия, като за тази служба съгласно заповед № 355 от 1921 г. по Министерството на войната е награден с Народен орден „За военна заслуга“ III степен с военно отличие.
На 31 декември 1935 г. е произведен в чин генерал-майор. Уволнен е от военна служба през 1949 година.

## Военни звания
- Подпоручик (27 април 1887)
- Поручик (18 май 1890)
- Капитан (2 август 1894)
- Майор (1906)
- Подполковник (15 декември 1911)
- Полковник (2 август 1915)
- Генерал-майор (31 декември 1935)

## Образование
- Военно на Негово Княжеско Височество училище (1886 – 1887)

## Награди
- Военен орден „За храброст“ IV степен 2 клас
- Народен орден „За военна заслуга“ III степен с военно отличие (1921)
- Народен орден „За военна заслуга“ V степен на обикновена лента
- Орден „За заслуга“ на обикновена лента